# 完顏崇成
完顏崇成（？—1203年），本名僕灰，金昭祖完顏石魯的玄孫。
大定十八年（1178年），完顏崇成收充奉職，改任東宮入殿小底，其後轉為護衛。大定二十五年（1185年），金章宗完顏璟被封為為原王，崇成充任他府中祗候郎君。明年，完顏璟被任命為皇太孫，崇成複任為護衛。完顏璟即位後，崇成授職河間府判官，其後因為父母之喪而去職。其後再被起任為宿直將軍，累遷至武衛軍都指揮使。泰和三年（1203年），完顏崇成逝世，有加贈送賻儀。崇成為人謹飭有守，宿衛二十餘年，未曾試過有過失，因而成為完顏璟長期的近侍。